# Чарлі Джейн Андерс
Чарлі Джейн Андерс (англ. Charlie Jane Anders) — американська письменниця та коментаторка. Авторка декількох романів та видавець журналу «OTHER magazine», що розповідає «про поп культуру та політику для вигнанців». 2005 року отримала премію «Лямбда» за твір у трансгендерній категорії, а 2009 — премію Імператора Нортона. 2011 року коротка повість «Шість місяців, три дні» (англ. Six Months, Three Days) принесла авторці премію «Г'юго» та зробила її фіналісткою премії «Неб'юла» та Меморіальної премії імені Теодора Стерджона. 2016 року роман «Усі птахи у небі» посів п'яту сходинку у списку «10 найкращих романів 2016 року» за версією журналу «Тайм», а 2017 року здобув премію «Неб'юла» за найкращий роман, фентезійну премію імені Вільяма Л. Кроуфорда та премію «Локус» за найкращий фентезійний роман. Окрім того, роман також став фіналістом премії «Г'юго» за найкращий роман.

## Біографія
Народилася у штаті Коннектикут, де провела своє дитинство у містечку Менсфілд. Вивчала англійську та азійську літературу в Кембриджському університеті. Також протягом деякого часу навчалася в Китаї. Нині мешкає у Сан-Франциско, Каліфорнія.
Андерс — трансгендер. 2007 року вона привернула увагу до політики сан-франциської організації жінок-бісексуалок «The Chasing Amy Social Club» (Соціальний клуб «У гонитві за Емі»), яка на її думку несла дискримінаторський характер та забороняла членство для жінок-трангендерів, які ще не здійснили спеціальну операцію.
З 2000 року Андерс живе разом із письменницею Аннелі Невітц, з якою співзаснувала журнал «OTHER magazine». The couple co-founded other magazine. З 2018 року Андерс та Невітц ведуть подкаст «Наші думки — правильні» (англ. Our Opinions Are Correct).
Андерс страждає на розлад сенсорної інтеграції.

## Кар'єра

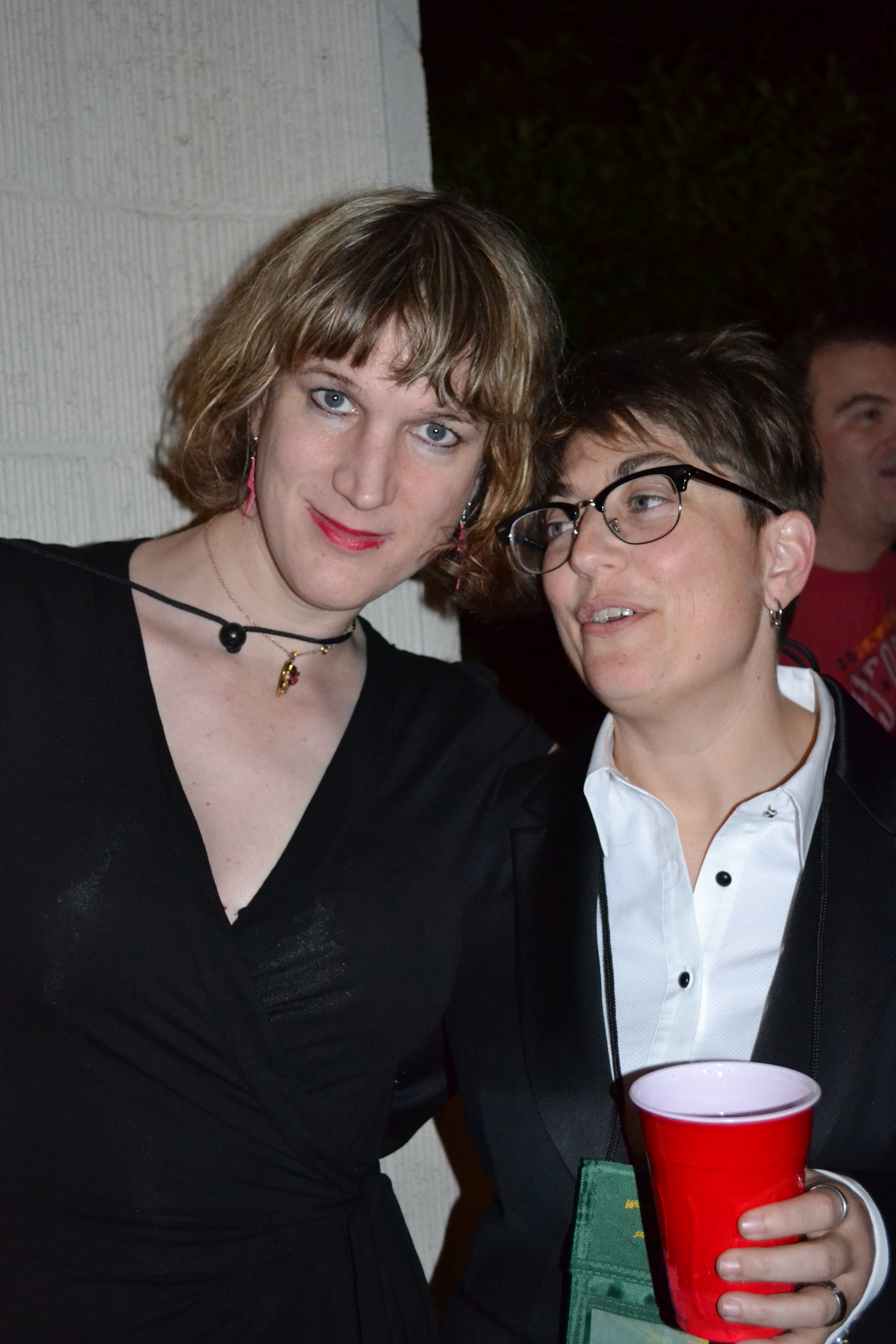
Чарлі Джейн Андерс та Аннелі Невітц

Андерс публікувала свої науково-фантастичні твори на сторінках онлайн журналів «Tor.com», «Strange Horizons» та «Flurb». Окрім того, її твори у жанрі нехудожньої літератури з'являлися на «McSweeney's» і «ZYZZYVA». Також її твори публікувалися на сайті Salon.com і журналах «Волл Стріт Джорнел», «Паблішерс Віклі», «Сан-Франциско Бей Гардіан», «Мазер Джоунс» та «Сан-Франциско Кроніклс». Оповідання та есе письменниці входили до антологій «Секс для Америки. Політично іспірована еротика» (англ. Sex For America: Politically Inspired Erotica), «Збірка анекдотів усіх збірок анекдотів МакСвіні» (англ. The McSweeney's Joke Book of Book Jokes) та «Як огидно! Стратегії квірів для протистояння асиміляції» (англ. That's Revolting!: Queer Strategies for Resisting Assimilation).
2005 року письменниця опублікувала свій дебютний роман під назвою «Хлопець-хорист». 2014 року видавництво «Tor Books» запросило в Андес написати ще два романи. 2016 року опубліковано роман «Усі птахи в небі», а вихід другого роману під назвою «Місто посеред ночі» (англ. The City In the Middle of the Night) заплановано на січень 2019 року.
27 травня 2018 року стало відомо, що Андерс стане почесним гостем науково-фантастичного конвенту ВісКон 2019.

## Переклади українською
Існує аматорський переклад роману «Усі птахи в небі» українською мовою.